# Aglaia penningtoniana
Aglaia penningtoniana là một loài thực vật]] thuộc họ Meliaceae. Đây là loài đặc hữu của Papua New Guinea.